# Trollisen
Das Trollisen (norwegisch für Trolleis) ist Gletschergebiet aus blauem Eis im ostantarktischen Königin-Maud-Land. In der Gjelsvikfjella liegt es nahe der Troll-Station.
Wissenschaftler des Norwegischen Polarinstituts benannten es 2007.